# Edwyn Collins
Edwyn Stephen Collins, född 23 augusti 1959 i Edinburgh, är en skotsk sångare. Han var medlem i Orange Juice 1976–1985 och inledde sedan en solokarriär. Han hade en stor hit med låten "A Girl Like You" från 1994, på listorna i Sverige 1995.

## Diskografi
- Hope and Despair - 1989
- Hellbent on Compromise - 1990
- Gorgeous George - 1994, UK #8, US#183
- I'm Not Following You - 1997, UK #55
- Doctor Syntax - 2002
- A Casual Introduction 1981/2001 - 2002
- Home Again - 2007, UK #90
- Losing Sleep, 2010, UK #54
- Understated, 2013